# سترمووو (لازارواتس)
سترمووو (به صربی: Strmovo) یک منطقهٔ مسکونی در صربستان است.